# Circonscription de Gubelafito
La circonscription de Gubelafito est une des 135 circonscriptions législatives de l'État fédéré Amhara. Elle se situe dans la Zone Nord Wollo. Son représentant actuel[Quand ?] est Gobena Abate Meshesha.